# Zwartrugrenspin
De zwartrugrenspin of zwarte renspin (Philodromus dispar) is een spin uit de familie renspinnen (Philodromidae) . 
Het vrouwtje is zeer variabel in grootte en kleur. Het mannetje is zwart of donkerbruin met witte randen. De spin wordt circa 5 mm lang. Ze komt algemeen voor in België en Nederland.